# Poljanka
Poljanka (Russisch: Полянка uitspraakⓘ) is een station aan de Serpoechovsko-Timirjazevskaja-lijn van de Moskouse metro. Het station werd geopend op 23 januari 1986 als onderdeel van het tweede deel van de lijn. Het is genoemd naar de Grote- en de Kleine Poljankastraat die langs het station lopen. 

## Ontwerp en inrichting
De ondergrondse verdeelhal heeft een toegang op de hoek van de tweede Poljankapassage en de Grote Poljankastraat. De Kleine Poljankastraat, de Kleine Jakimankastraat, de Brodnikovdwarsstraat en de Staromonetnidwarsstraat bevinden zich op loopafstand. Toen het station gebouwd werd (1983 – 1986) waren er ook plannen voor metrostation Jakimanka aan de Kaloezjsko-Rizjskaja-lijn die onder het station doorloopt. Dit station is niet gebouwd zodat er geen overstap is tussen lijn 6 en lijn 9.  

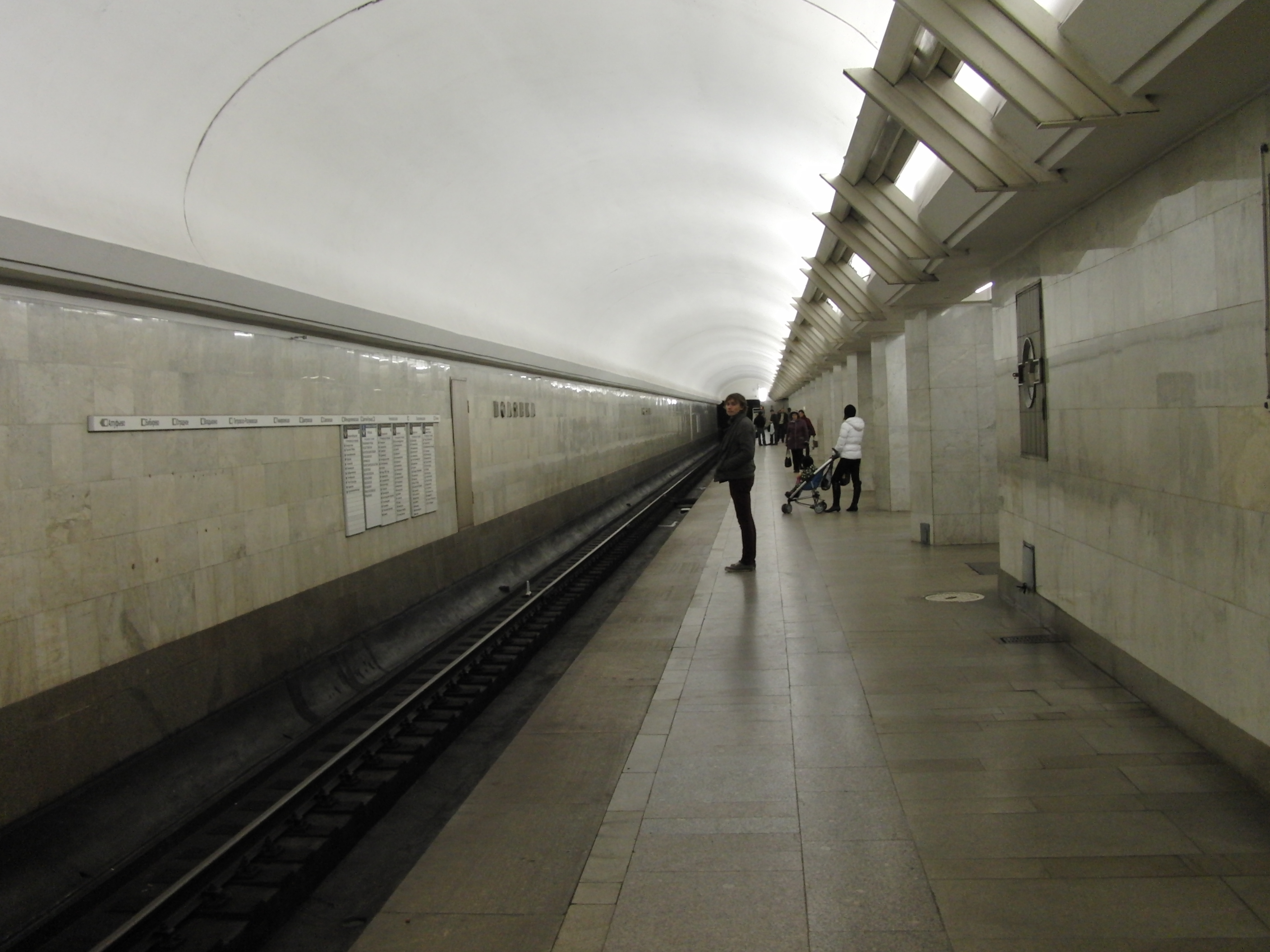
Het perron
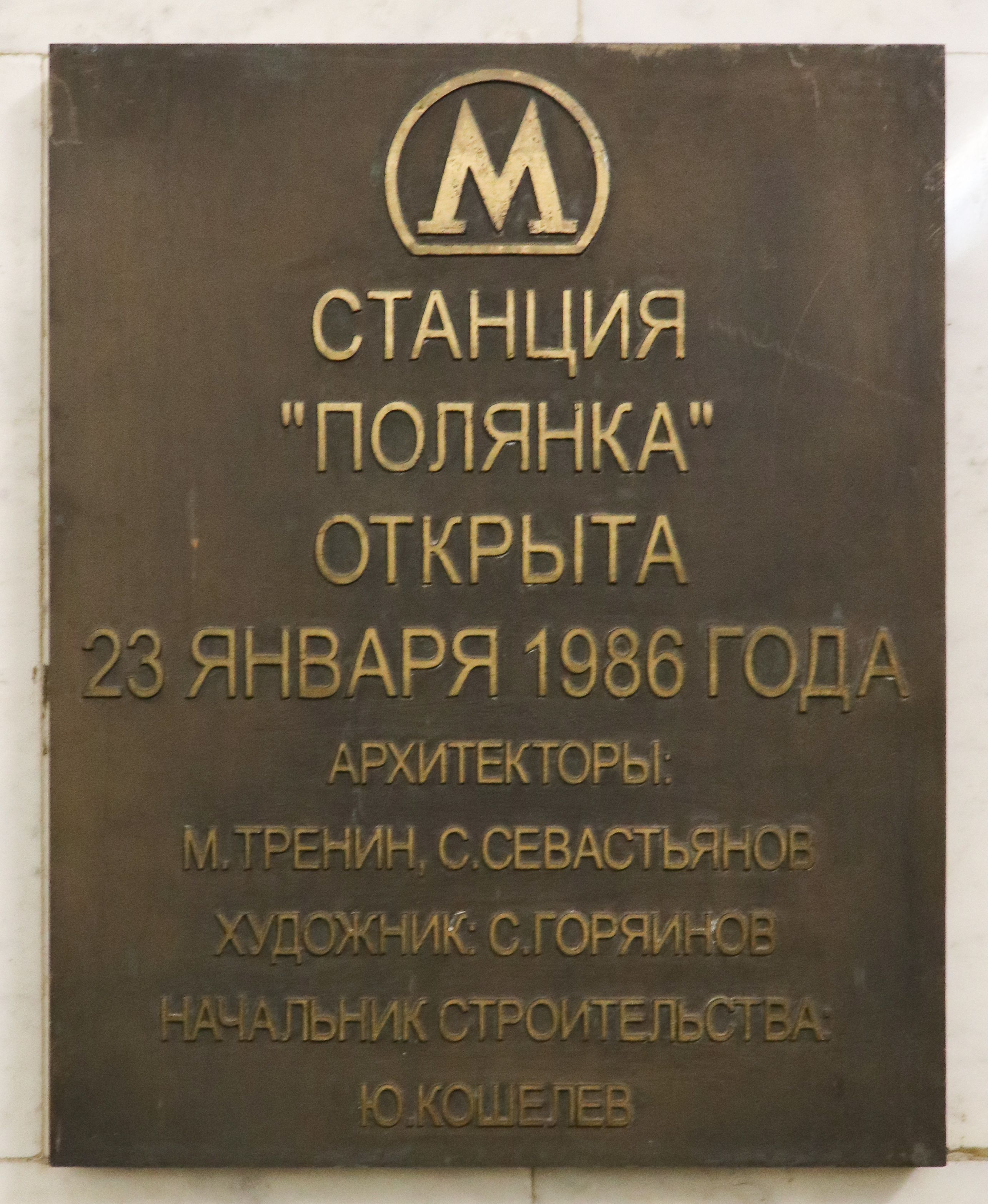
Het officiële naambord
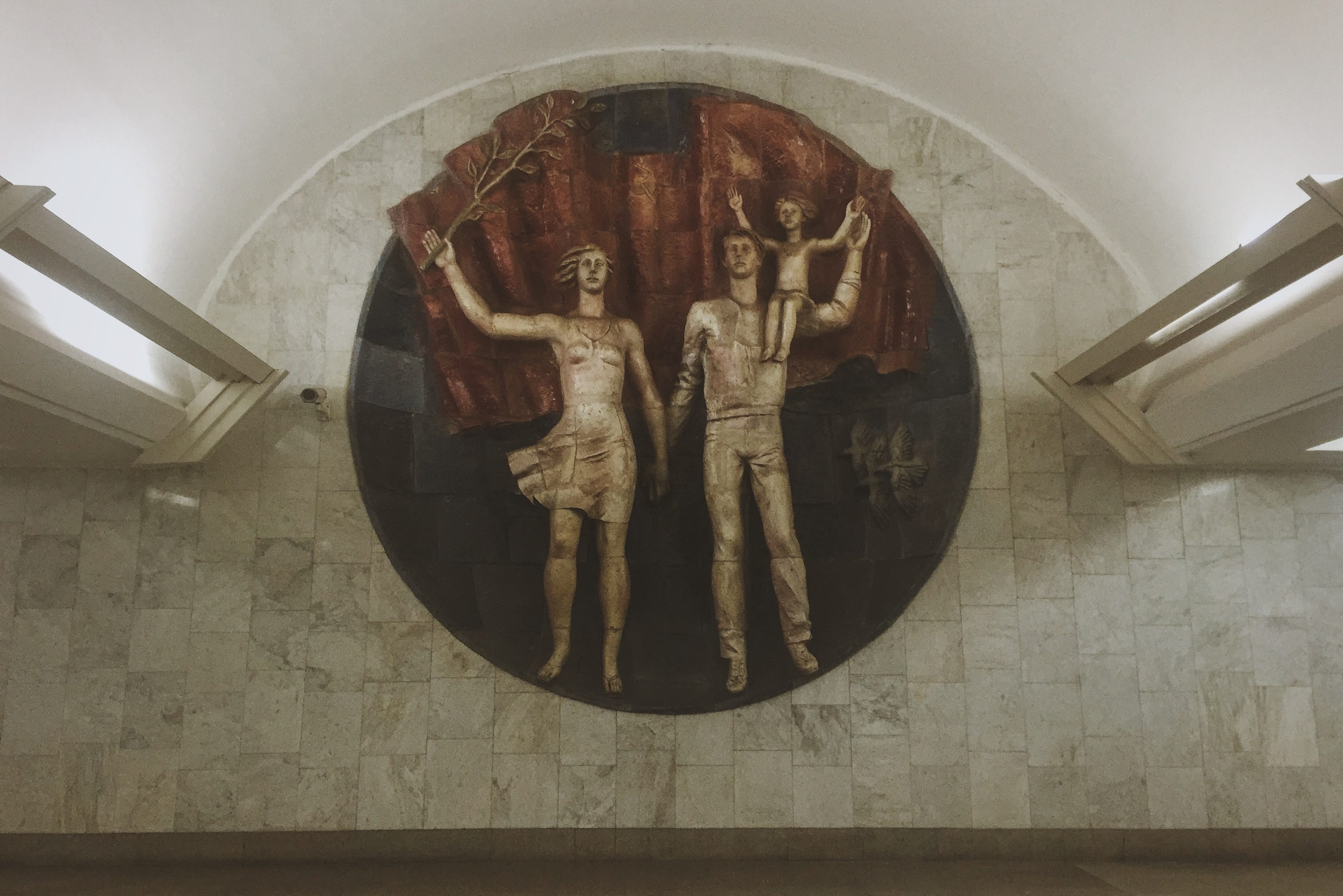
Het jonge gezin

Het kolommenstation op 36,5 meter diepte heeft een strakke inrichting met ruime doorgangen tussen de middenhal, met een breedte van 9,5 meter, en de perrons. De kolommen en tunnelwanden zijn met lichtgrijs marmer bekleed en de tl-verlichting is aangebracht in de draagbalken onder de gewelven. De toegang tot het kolommenstation is aan de zuidkant van de middenhal. Aan de noordkant is een eindwand met een beeldengroep, “Het jonge gezin”, van kunstenaar S.A. Gorjainov. De straal van de tunnelbuizen langs de perrons is 4,25 meter en de hart op hart afstand tussen de sporen is 16,28 meter.

## Reizigersverkeer
In 1999 werden 22.750 reizigers per dag geteld, in 2002 kwam men tot 25.700 instappers en 32.000 uitstappers per dag. Hiermee is Poljanka het rustigste station binnen de Koltsevaja-lijn.  De reizigers kunnen vanaf 5:54 uur de metro naar het noorden nemen. In zuidelijke richting is dit op werkdagen 5:51 uur. Op oneven dagen in het weekeinde om 5:53 en op even dagen een minuut later. 

## Film en literatuur
- Een scene uit de film Kin-dza-dza! is opgenomen in het station
- Poljanka heet in de roman “Metro 2033” en het daarvan afgeleide computerspel “Station van het noodlot”